# Bout de Zan et le Père Ledru
Bout de Zan et le Père Ledru és una pel·lícula muda francesa escrita i dirigida per Louis Feuillade i estrenada el 29 de gener de 1915.
Aquesta pel·lícula forma part de la sèrie Bout de Zan.

## Repartiment
- René Poyen : Bout de Zan
- Marguerite Lavigne